# Armand J. Piron
Armand John Piron (* 16. August 1888 in New Orleans; † 17. Februar 1943, ebenda) war ein US-amerikanischer Jazz-Violinist und Band-Leader des New Orleans Jazz.

## Leben
Armand Piron stammte aus einer kreolischen Familie und war seit Kindheitstagen gehbehindert. Ab 1904 spielte er hauptberuflich Violine, hatte schon 1908 eine eigene Band, trat mit Clarence Williams (als Sänger und Pianist) im Vaudeville auf und führte ab 1913 das Olympia Orchestra, das er von Freddie Keppard übernahm und bei dem auch Bunk Johnson, Louis Nelson Delisle, Joe Oliver und Clarence Williams spielten. Mit Williams gründete er 1915 einen Musikverlag, bei dem er im selben Jahr auch seinen größten Hit I wish that I could shimmy like my sister Kate veröffentlichte (für das allerdings Louis Armstrong Urheberansprüche erhob). Einige frühe Jazz Standards wie Royal Garden Blues wurden dort ebenfalls zuerst veröffentlicht. Nach kurzer Zeit 1916 mit Papa Celestin’s Tuxedo Orchestra und 1917 mit W. C. Handy gründete er 1918 sein eigenes Piron’s New Orleans Orchestra, das bald zur bestbezahlten schwarzen Band in New Orleans wurde, mit regelmäßigem Auftritten im Vergnügungspark am Spanischen Fort und im exklusiven New Orleans Country Club am Lake Pontchartrain. 1923 ging er mit seiner Band nach New York, wo er im Roseland Ballroom fest engagiert war, im Cotton Club spielte und Aufnahmen machte (u. a. mit der Blues-Sängerin Esther Bigeou). Im Jahr darauf votierten seine Band-Mitglieder (u. a. Lorenzo Tio, Steve Lewis, Peter Bocage), denen Klima und Essen nicht behagte, für eine Rückkehr nach New Orleans, wo Piron wieder mit Auftritten im Country Club, in Tranchina’s Restaurant und auf den Schaufelraddampfern Capital und President bis in die 1930er Jahre gut im Geschäft war. 1935 wechselte er mit seiner Band zum damals populären Swingstil.